# Médaille de Sa Majesté le Roi
La Médaille de Sa Majesté le Roi, anciennement connue sous le nom de Médaille de la Cour, a probablement été décernée pour la première fois en 1800 et est attribuée aux citoyens suédois et étrangers pour des mérites particuliers ainsi qu'aux fonctionnaires des Cours d'honneur royales « pour de longs et loyaux services ». Elle fait partie du groupe des médailles royales et a été, après la médaille Séraphin, la plus haute distinction décernée par le chef de l'État aux citoyens suédois entre 1975 et 2023, lorsque les ordres royaux de chevalerie n'étaient pas décernés aux Suédois.
La médaille de Sa Majesté le Roi est décernée en différentes tailles, en or et en argent. Elle peut être suspendue à un ruban ou à une chaîne. Les médailles suédoises ne sont pas décernées par classes, mais par tailles. Ces tailles proviennent de l'échelle de Berch datant du XVIIIe siècle. Cette échelle attribue différentes tailles aux médailles. Par exemple, la médaille de 12e grandeur a un diamètre de 43 mm, tandis que celle de 8e grandeur a un diamètre de 31 mm. La médaille peut être décernée dans les tailles et les suspensions suivantes :
- médaille d'or 12e grandeur avec diamants portée autour du cou sur une chaîne d'or (argent-vif) ;
- médaille d'or 12e grandeur portée autour du cou sur une chaîne d'or (argent doré) ;
- médaille d'or (argent-doré) 12e grandeur portée autour du cou sur le ruban de l'Ordre des Séraphins ;
- médaille en or (vermeil) 12e grandeur portée autour du cou sur un ruban bleu ;
- médaille d'or (argent-doré), 8e grandeur, portée sur la poitrine, suspendue au ruban de l'Ordre des Séraphins ;
- médaille d'or (argent-doré), 8e grandeur, portée sur la poitrine, suspendue à un ruban bleu ;
- médaille d'argent (8e) portée sur la poitrine, suspendue à un ruban bleu.